# Pseudotritonia gracilidens
Pseudotritonia gracilidens is een slakkensoort uit de familie van de Curnonidae. De wetenschappelijke naam van de soort is voor het eerst geldig gepubliceerd in 1944 door Odhner.